# The Wall (programa de concurso)
The Wall es un programa de concursos estadounidense emitido por NBC, el cual fue estrenado el 19 de diciembre de 2016. El programa es presentado por Chris Hardwick, quien también se desempeña como productor ejecutivo junto LeBron James, Maverick Carter, y Andrew Glassman. El 18 de enero de 2017, NBC ordenó 20 episodios adicionales. El 12 de marzo de 2018, The Wall fue renovado para una tercera temporada.
Se han emitido 2 episodios especiales que han salido al aire el 22 de noviembre de 2017 y el 27 de diciembre del mismo año. Un episodio especial de Navidad fue emitido el 4 de diciembre de 2017. La segunda mitad de la segunda temporada se estrenó el 1 de enero de 2018.

## Formato
The Wall es un tablero de cinco pisos de altura, similar a un juego de pachinko; también es similar al Plinko. La parte inferior del tablero está dividida en 15 espacios marcados con varias cantidades de dólares; ocho de estos van de $ 1 a $ 100 y se mantienen constantes durante todo el juego, mientras que los otros tienen valores más altos y aumentan de ronda a ronda. Siete "zonas de caída" numeradas se centran en la parte superior de la tabla (por encima de las siete ranuras centrales), desde donde se pueden poner bolas en juego.
Un equipo de dos concursantes juega cada juego, con un premio potencial máximo de $ 12,374,994. Las bolas verdes que caen en el tablero se agregarán al banco del equipo, mientras que las bolas rojas que caen en el tablero lo restarán.

## Mercancía
La primera mercancía autorizada para la serie fue un videojuego producido por Unity, que fue lanzado el 17 de diciembre de 2017 del iOS para iPhone, iPad, iPod touch y Android. La ruleta se actualizó el 19 de febrero de 2018.

## Versiones Internacionales
| País               | Título                                | Presentador                      | Cadena             | Emisión                                         |
| ------------------ | ------------------------------------- | -------------------------------- | ------------------ | ----------------------------------------------- |
| Alemania           | The Wall                              | Frank Buschmann                  | RTL                | 1 de julio de 2017 - presente                   |
| Argentina          | The Wall: Construye tu vida           | Marley                           | Telefe             | 1 de octubre de 2017 - 31 de diciembre de 2017  |
| Australia          | The Wall                              | Axle Whitehead                   | Seven Network      | 30 de octubre de 2017 - 19 de noviembre de 2017 |
| Bélgica ( Flandes) | The Wall: De muur die geeft en neemt  | Niels Destadsbader               | VTM                | 4 de septiembre de 2017-presente                |
| Brasil             | The Wall (parte de Caldeirão do Huck) | Luciano Huck                     | Rede Globo         | 10 de marzo de 2018-presente                    |
| Bulgaria           |                                       |                                  |                    |                                                 |
| Canadá ( Quebec)   | Face au Mur                           | Maripier Morin                   | TVA                | 18 de enero de 2018 - presente                  |
| Chile              | The Wall                              | Rafael Araneda                   | Chilevisión        | 20 de junio de 2018 - 29 de agosto de 2018      |
| Colombia           | The Wall                              | Andrea Serna                     | Caracol Televisión | 30 de enero de 2018 - 26 de febrero de 2018     |
| Dinamarca          | The Wall Danmark                      |                                  |                    |                                                 |
| Estados Unidos     | The Wall                              | Marco Antonio Regil              | Telemundo          | 2020                                            |
| España             | The Wall: Cambia tu vida              | Carlos Sobera                    | Telecinco          | 23 de junio de 2017 - 8 de septiembre de 2017   |
| Francia            | The Wall : Face au mur                | Julien Courbet                   | C8                 | 27 de febrero de 2017 - presente                |
| Finlandia          | The Wall Suomi                        |                                  |                    |                                                 |
| Hungría            | A Fal                                 | Balázs Sebestyén                 | RTL Klub           | 19 de noviembre de 2017 - presente              |
| Indonesia          | The Wall Indonesia                    | Omesh                            | GTV                | 2019                                            |
| Israel             | The Wall                              | Zvika Hadar                      | Reshet 13          | 5 de febrero de 2018 - presente                 |
| Italia             | The Wall                              | Gerry Scotti                     | Canale 5           | 20 de noviembre de 2017 - presente              |
| Mundo Árabe        | The Wall الجـدار                      | Mohammad Sal                     | MBC1               | 14 de febrero de 2018 – presente                |
| Polonia            | The Wall. Wygraj marzenia             | Paweł Orleański                  | TVP 1              | 22 de septiembre de 2017 - presente             |
| Reino Unido        | The Wall                              | Danny Dyer                       | BBC One            | 2019                                            |
| Rumania            | The Wall – Marele Zid                 | Valentin Butnaru                 | Antena 1           | 13 de septiembre de 2017 - presente             |
| Rusia              | Стена                                 | Andrey Malakhov                  | Russia 1           | 22 de octubre de 2017 - presente                |
| Suecia             | The Wall Sverige                      |                                  |                    |                                                 |
| Tailandia          | The Wall กำแพงพลิกชีวิต                  | Vuthithorn "Woody" Milintachinda | One31              | 6 de enero de 2018 - presente                   |
| Uruguay            | The Wall: Cumplí tu Sueño             | Rafael Cotelo                    | Canal 10           | 13 de marzo de 2018 - 1 de junio de 2018        |
| Vietnam            | Tuong Lua                             |                                  |                    |                                                 |